# Nekromancja

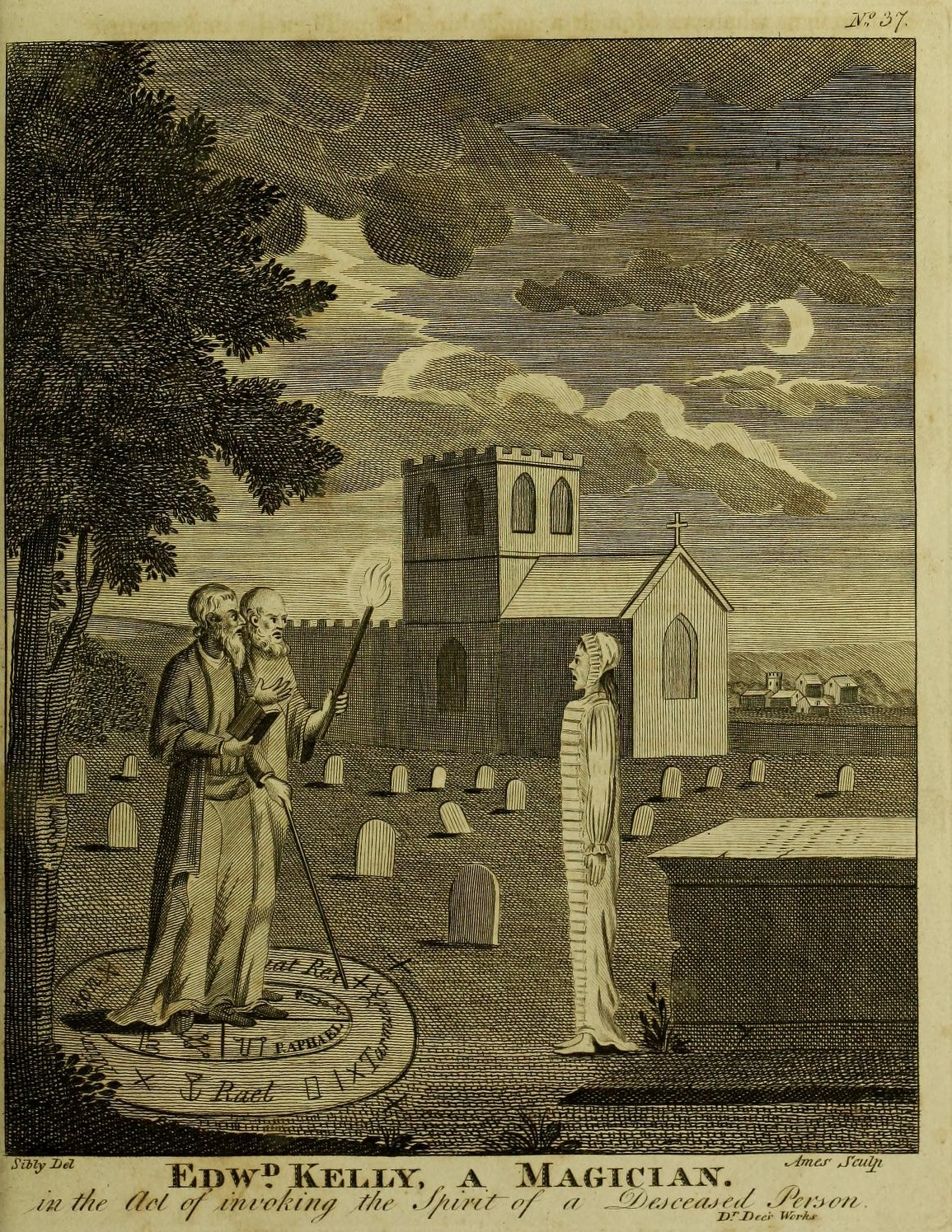
John Dee i Edward Kelley przywołują ducha osoby zmarłej (grafika z Astrologii Ebenezera Sibly, 1806).

Nekromancja (gr. νεκρομαντεία nekromanteía) – forma praktyk magicznych, w której czarujący (nekromanta) przyzywa duchy zmarłych w celu poznania prawdopodobnych wersji przyszłości lub w celach własnych (np. usług). Słowo nekromancja pochodzi od greckiego νεκρός nekrós – „martwy” oraz μαντεία – „wróżyć”. 
Tego typu praktyka została opisana i zakazana już w Biblii: Nie zwracajcie się do mediów spirytystycznych i nie radźcie się tych, którzy trudnią się przepowiadaniem wydarzeń (Kpł 19,31). Odstępczy król Izraela, Saul, udał się do takiej wróżki, aby wywołać zmarłego proroka Samuela (1 Sam 28, 4-19). Także w świecie grecko-rzymskim praktykowano nekromancję. Najbardziej znaną fabułę związaną z nekromancją znajdujemy u Owidiusza, który opisał wywołanie Eurydyki przez jej męża, Orfeusza (Metamorfozy 10:49nn). W tego typu praktyki uwikłane były osoby z najwyższych sfer: 

- [Tettiks Kretenczyk] założył miasto koło miejsca wywoływania dusz zmarłych. Podobnie Spartanom wyrocznia nakazała przebłagać dusze Pausaniasa; sprowadzili z Italii wywoływaczy dusz, którzy złożyli ofiary i wywiedli dusze ze świątyni (Plutarch/O odwlekaniu kary przez bogów 560F)

- [Antoninus] rozkazał mu zatem, aby wyszukał najlepszych magów i przy zastosowaniu zaklęcia zmarłych dowiedział się, jaki koniec go czeka (Herodian/Historia Cesarstwa Rzymskiego 4/12:4)

- Usiłował przez święte obrzędy wedle praktyki magów wywołać ducha Agryppiny i ubłagać go (Swetoniusz/Neron 34)

W literaturze fantasy nekromancją nazywa się również dziedzinę magii, polegającą na ożywianiu zwłok lub szczątków ludzkich (zob. nieumarli). Za szczytowe osiągnięcie tak pojętej nekromancji uważany jest dający swoistą nieśmiertelność proces transformacji nekromanty w licza, podczas którego nekromanta umiera, lecz zostaje własną magią przywrócony do funkcjonowania jako nieumarły.